# پسوریازیس پوستولار موضعی
پسوریازیس پوستولار موضعی به انگلیسی: Localized pustular psoriasis به صورت دو بیماری متمایز ظاهر می‌شود که باید آن را بدون علائم سیستمیک و مجزا از پسوریازیس عمومی در نظر گرفت. این دو نوع بیماری متمایز عبارتند از پوستولوزیس کف دست و پا (pustulosis palmaris et plantaris) و درماتیت رپنس (acrodermatitis continua).

## همچنین ببینید
- پسوریازیس
- ضایعه پوستی